# Cicurina itasca
Cicurina itasca es una especie de araña araneomorfa del género Cicurina, familia Hahniidae. Fue descrita científicamente por Chamberlin & Ivie en 1940.
Habita en los Estados Unidos.